# Pygospila marginalis
Pygospila marginalis là một loài bướm đêm trong họ Crambidae.